# دونوکئولا
دونوکئولا (به لاتین: Dunukeula) یک منطقهٔ مسکونی در سری‌لانکا است که در استان مرکزی (سری‌لانکا) واقع شده‌است.